# 临沂鸟属
临沂鸟（学名：Linyiornis）是反鸟亚纲已灭绝的一个属，生存于晚白垩世的中国。该属只有一个物种，即美丽临沂鸟（L. amoena）。